# San Isidro Itzícuaro
San Isidro Itzícuaro es una localidad del estado mexicano de Michoacán. Es parte del municipio de Morelia.

## Toponimia
El nombre «San Isidro» hace referencia al santo patrono de la localidad: Isidro Labrador. El nombre «Itzícuaro» proviene de los términos en purépecha: itzi, agua; cuaro, locativo. Su significado es «Lugar de agua».

## Historia
La población fue fundada a partir de la desamortización y fragmentación de la antigua Hacienda de Itzícuaro.

## Demografía
| Gráfica de evolución demográfica |
|                                  |

| Censo | Población |
| ----- | --------- |
| 1900  | 110       |
| 1910  | 68        |
| 1921  | 107       |
| 1930  | 184       |
| 1940  | 137       |
| 1950  | 156       |
| 1960  | —         |
| 1970  | 341       |
| 1980  | 475       |
| 1990  | 670       |
| 2000  | 1643      |
| 2010  | 902       |
| 2020  | 1121      |